# Saint-Désert
Saint-Désert ist eine französische Gemeinde im Département Saône-et-Loire in der Region Bourgogne-Franche-Comté. Sie gehört zum Arrondissement Chalon-sur-Saône, zum Kanton Givry und zum Gemeindeverband Le Grand Chalon. Die Gemeinde zählt 898 Einwohner (Stand: 1. Januar 2022), die sich Désiréens bzw. Désiréennes nennen.
Die Weinbaugemeinde Saint-Désert (Côte Chalonnaise und Crémant de Bourgogne) liegt etwa 15 Kilometer von Chalon-sur-Saône entfernt.
| Jahr      | 1968 | 1975 | 1982 | 1990 | 1999 | 2009 | 2014 | 2020 |
| Einwohner | 605  | 650  | 710  | 805  | 853  | 904  | 888  | 904  |

Sehenswert ist die Festungskirche Saint-Isidore aus dem 15. Jahrhundert.
Für Touristen reizvoll sind Wanderwege entlang des Baches und durch Weinberge mit Rundblick auf den Mont Avril und den Mont Pourroux.
Saint-Désert unterhält eine Partnerschaft zur Gemeinde Manternach in Luxemburg.